# Tour de Cologne
Le Tour de Cologne (en allemand Rund um Köln) est une course cycliste allemande disputée autour de la ville de Cologne. Créée en 1908, c'est l'une des plus anciennes compétitions cyclistes allemandes. Depuis 2005, elle fait partie de l'UCI Europe Tour, dans la catégorie 1.1, sauf 2007 où elle était classée en 1.HC.

## Histoire de la course
La première édition de cette classique a lieu dans la ville de Cologne le 13 septembre 1908 sur une distance de 204 kilomètres. 80 athlètes sont au départ de l'épreuve réservée aux coureurs amateurs. Deux ans plus tard, en 1910, l'Allgemeine Radfahrer-Union organise la première édition réservée aux  professionnels.
Depuis le début des années 1930 et jusqu'à la fin des années 1980, à l'exception de quelques éditions, le Tour de Cologne est réservé exclusivement aux amateurs. À partir de 1990, la course est de retour dans le calendrier des professionnels. En 2005, la compétition est inscrite sur le circuit de l'UCI Europe Tour en catégorie 1.1. Elle est promue en 1.HC (Hors Catégorie) deux années plus tard.
Depuis 1971, le Tour de Cologne est organisé par Artur Tabat et l'association Verein Cölner Straßenfahrer (VCS) qu'il préside.
L'édition du centenaire, prévue le 24 mars 2008, est annulée en raison du mauvais temps. De la neige est tombée en abondance dans les rues autour de Cologne et la sécurité des coureurs n'était plus assurée. L'édition 2020 est annulée en raison de la pandémie de Covid-19,.

## Palmarès

### Professionnels
| Année                                                          | Vainqueur               | Deuxième            | Troisième           |                  |
| -------------------------------------------------------------- | ----------------------- | ------------------- | ------------------- | ---------------- |
| 1910                                                           | Karl Wittig             | Jean Esser          | Georg Schmid        |                  |
| 1911                                                           | Adolf Huschke           | Josef Hübner        | Ernst Franz         |                  |
| 1912                                                           | Jean Steingass          | Richard Wiese       | Rudolf Kotsch       |                  |
| 1913                                                           | Ernst Franz             | Rudolph Lewis       | Rudolf Kotsch       |                  |
| 1914                                                           | Ernst Franz             | Josef Pütz          | Wilhelm Siewert     |                  |
| 1915-1920 Non-disputé en raison de la Première Guerre mondiale |                         |                     |                     |                  |
| 1921                                                           | Richard Huschke         | Felix Manthey       | Wilhelm Siewert     |                  |
| 1922                                                           | Paul Koch               | Arthur Nörenbergh   | Wilhelm Franke      |                  |
| 1923                                                           | Fritz Fischer           | Richard Huschke     | Paul Kohl           |                  |
| 1924                                                           | Paul Kohl               | Karl Kohl           | Fritz Gielow        |                  |
| 1925                                                           | Paul Kohl               | Josef Remold        | Richard Huschke     |                  |
| 1926                                                           | Henri Suter             | Kastor Notter       | Gaetano Belloni     |                  |
| 1927                                                           | Gaetano Belloni         | Jules Van Hevel     | Adriano Zanaga      |                  |
| 1928                                                           | Alfredo Binda           | Domenico Piemontesi | Julien Delbecque    |                  |
| 1929-1933 Non-disputé                                          |                         |                     |                     |                  |
| 1934                                                           | Kurt Stöpel             | Willy Kutschbach    | Georg Stach         |                  |
| 1935                                                           | Emil Kijewski           | Kurt Stöpel         | Willy Kutschbach    |                  |
| 1936                                                           | Erich Bautz             | Hans Weiss          | Georg Umbenhauer    |                  |
| 1937                                                           | Emil Kijewski           | Karl Wierts         | Jupp Arents         |                  |
| 1938-1947 Non-disputé en raison de la Seconde Guerre mondiale  |                         |                     |                     |                  |
| 1948                                                           | Heinrich Schwarzer      | Erich Bautz         | Fritz Siefert       |                  |
| 1949                                                           | Heinrich Schultenjohann | Otto Ziege          | Erich Bautz         |                  |
| 1950 Non-disputé                                               |                         |                     |                     |                  |
| 1951                                                           | Heinrich Schwarzer      | Jean Diederich      | Jean Breuer         |                  |
| 1952-1954 Non-disputé                                          |                         |                     |                     |                  |
| 1955                                                           | Hans Preiskeit          | Manfred Donike      | Hans Junkermann     |                  |
| 1956-1963 Non-disputé                                          |                         |                     |                     |                  |
| 1964                                                           | Horst Oldenburg         | Peter Post          | Klaus May           |                  |
| 1965                                                           | Horst Oldenburg         | Wolfgang Schulze    | Romain Robben       |                  |
| 1966                                                           | Peter Glemser           | Jos Huysmans        | Leo Hermens         |                  |
| 1967                                                           | Noël Foré               | Willy In 't Ven     | Roger Blockx        |                  |
| 1968-1989 Non-disputé                                          |                         |                     |                     |                  |
| 1990                                                           | Noël Segers             | Andreas Kappes      | Herman Frison       |                  |
| 1991                                                           | Jerry Cooman            | Johan Capiot        | Mario De Clercq     |                  |
| 1992                                                           | Louis de Koning         | Wilfried Peeters    | Olaf Jentzsch       |                  |
| 1993                                                           | Wim Van Eynde           | Christian Henn      | Marcel Wüst         |                  |
| 1994                                                           | Udo Bölts               | Rolf Jaermann       | Jens Heppner        |                  |
| 1995                                                           | Erik Dekker             | Frans Maassen       | Fausto Dotti        |                  |
| 1996                                                           | Erik Zabel              | Tom Steels          | Johan Capiot        |                  |
| 1997                                                           | Frank Vandenbroucke     | Artur Babaitsev     | Ludo Dierckxsens    |                  |
| 1998 Non-disputé                                               |                         |                     |                     |                  |
| 1999                                                           | Jens Heppner            | Raymond Meijs       | Kai Hundertmarck    |                  |
| 2000                                                           | Steffen Wesemann        | Hendrik Van Dijck   | Jens Heppner        |                  |
| 2001                                                           | Gian Matteo Fagnini     | Bert Grabsch        | Torsten Schmidt     |                  |
| 2002                                                           | Peter Wrolich           | Kai Hundertmarck    | Christian Werner    |                  |
| 2003                                                           | Jan Ullrich             | Danilo Hondo        | Peter Wrolich       |                  |
| 2004                                                           | Erik Zabel              | Danilo Hondo        | Kirk O'Bee          |                  |
| 2005                                                           | David Kopp              | Stefan Schumacher   | David Cañada        |                  |
| 2006                                                           | Christian Knees         | David Kopp          | Kai Reus            |                  |
| 2007                                                           | Juan José Haedo         | Graeme Brown        | Alessandro Petacchi |                  |
| 2008 Non-disputé                                               |                         |                     |                     |                  |
| 2009                                                           | Martin Pedersen         | Eric Baumann        | Mathias Belka       |                  |
| 2010                                                           | Juan José Haedo         | André Greipel       | Enrico Rossi        |                  |
| 2011                                                           | Michael Matthews        | Marcel Kittel       | Giacomo Nizzolo     |                  |
| 2012                                                           | Jan Bárta               | Gediminas Bagdonas  | Tomasz Marczyński   |                  |
| 2013                                                           | Sébastien Delfosse      | Pieter Jacobs       | Georg Preidler      |                  |
| 2014                                                           | Sam Bennett             | Barry Markus        | Gerald Ciolek       |                  |
| 2015                                                           | Tom Boonen              | Edward Theuns       | Andreas Schillinger |                  |
| 2016                                                           | Dylan Groenewegen       | André Greipel       | Nikias Arndt        |                  |
| 2017                                                           | Gregor Mühlberger       | Mads Würtz Schmidt  | Fabian Lienhard     |                  |
| 2018                                                           | Sam Bennett             | Mihkel Räim         | Szymon Sajnok       |                  |
| 2019                                                           | Baptiste Planckaert     | Christoph Pfingsten | Lionel Taminiaux    |                  |
| 2020                                                           | annulé/abandonné        | annulé/abandonné    | annulé/abandonné    | annulé/abandonné |
| 2021                                                           | annulé/abandonné        | annulé/abandonné    | annulé/abandonné    | annulé/abandonné |
| 2022                                                           | Nils Politt             | Danny van Poppel    | Nikias Arndt        |                  |
| 2023                                                           | Danny van Poppel        | Milan Menten        | Jasper De Buyst     |                  |
| 2024                                                           | Casper van Uden         | Biniam Girmay       | Louis Blouwe        |                  |
| 2025                                                           | Matthew Brennan         | Biniam Girmay       | Itamar Einhorn      |                  |

### Amateurs
| Année   | Vainqueur                                            | Deuxième                                             | Troisième                                            |
| ------- | ---------------------------------------------------- | ---------------------------------------------------- | ---------------------------------------------------- |
| 1908    | Fritz Tacke                                          | Mathias Sebastian                                    | ?                                                    |
| 1909    | Otto Wincziers                                       | ?                                                    | ?                                                    |
| 1910    | Jean Rosellen                                        | ?                                                    | ?                                                    |
| 1911    | Non-disputé                                          | Non-disputé                                          | Non-disputé                                          |
| 1912    | Josef Steinkrüger                                    | ?                                                    | ?                                                    |
| 1913    | Paul Blum                                            | ?                                                    | ?                                                    |
| 1914    | Fritz Fischer                                        | ?                                                    | ?                                                    |
| 1915-19 | Non-disputé en raison de la Première Guerre mondiale | Non-disputé en raison de la Première Guerre mondiale | Non-disputé en raison de la Première Guerre mondiale |
| 1920    | Adam Sachs                                           | Gustav Richter                                       | ?                                                    |
| 1921    | Paul Roggenbuck                                      | Karl Pfister                                         | ?                                                    |
| 1922    | Matthias Stollenwerk                                 | ?                                                    | August Deibel                                        |
| 1923    | Hermann Fischer                                      | Fritz Gielow                                         | Peter Rösen                                          |
| 1924    | Peter Rösen                                          | Hermann Fischer                                      | Hubert Wallenborn                                    |
| 1925    | Hans Kinzen                                          | Hans Witzak                                          | Matthias Stollenwerk                                 |
| 1926    | Josef Dumm                                           | Karl Müller                                          | Max Bader                                            |
| 1927    | Rudolf Wolke                                         | Ludwig Geyer                                         | Otto Michael                                         |
| 1928    | Arthur Essing                                        | Jean Wolfram                                         | Willy Kopp                                           |
| 1929    | Franz Schmitz                                        | Peter Mandelarzt                                     | Anton Hodey                                          |
| 1930    | Otto Kratz                                           | Anton Hodey                                          | ?                                                    |
| 1931    | Humbert Rüdiger                                      | F. Neckar                                            | K. Stachel                                           |
| 1932    | Josy Kraus                                           | K. Steffes                                           | K. Stachel                                           |
| 1933    | Erich Bautz                                          | Arthur Essing                                        | Hermann Siebelhoff                                   |
| 1934    | Willi Hupfeld                                        | Walter Löber                                         | P. Paffrath                                          |
| 1935    | Rudi Wölkert                                         |                                                      |                                                      |
| 1936    | Willi Meurer                                         | Fritz Scheller                                       | Rudi Wölkert                                         |
| 1937    | Willi Meurer                                         | Felix Böttcher                                       | ?                                                    |
| 1938    | Franz Bronold                                        | Hans Mundorf                                         | Willi Meurer                                         |
| 1939    | Willi Meurer                                         | Franz Decker                                         | Henk de Hoog                                         |
| 1940    | Jakob Kropp                                          | Ludwig Hörmann                                       | Franz Decker                                         |
| 1941    | Hans Preiskeit                                       | Kurt Warnier                                         | ?                                                    |
| 1942    | Heinrich Schwarzer                                   | Alfo Ferrari                                         | ?                                                    |
| 1943    | Karl Kittsteiner                                     | Heinz Heuser                                         | Herbert Bresching                                    |
| 1944-45 | Non-disputé en raison de la Seconde Guerre mondiale  | Non-disputé en raison de la Seconde Guerre mondiale  | Non-disputé en raison de la Seconde Guerre mondiale  |
| 1946    | Friedel Nowakowski                                   | Heinz Schulte                                        | Georg Barth                                          |
| 1947    | Werner Holthöfer                                     | Heinz Heuser                                         | Helmut Neumann                                       |
| 1948    | Matthias Pfannenmüller                               | Valentin Petry                                       | Gerhard Strubbe                                      |
| 1949    | Rudi Theissen                                        | Paul Jagodzinski                                     | ?                                                    |
| 1950    | Horst Holzmann                                       | Willi Irrgang                                        | Paul Jagodzinski                                     |
| 1951    | Edi Ziegler                                          | Willi Irrgang                                        | ?                                                    |
| 1952    | Richard Popp                                         | ?                                                    | ?                                                    |
| 1953    | Günther Otte                                         | A. Kuckelkorn                                        | Mathias Löder                                        |
| 1954    | Willi Irrgang                                        | Wolfgang Karbach                                     | Josef Broich                                         |
| 1955    | Edi Ziegler                                          | Peter Humann                                         | Walter Becker                                        |
| 1956    | Edi Ziegler                                          | Reinhold Pommer                                      | ?                                                    |
| 1957    | Wolfgang Grabow                                      | ?                                                    | Jupp Borghardt                                       |
| 1958    | Wolf-Jürgen Edler                                    | Günter Tüller                                        | ?                                                    |
| 1959    | Heiner Hofmann                                       | Heinz Jürgens                                        | Ludwig Troche                                        |
| 1960    | Matthias Löder                                       | August Korte                                         | Rolf Roggendorf                                      |
| 1961    | Albert Smits                                         | Freddy Truyens                                       | Marcel Dierkens                                      |
| 1962    | Siegfried Koch                                       | ?                                                    | ?                                                    |
| 1963    | Winfried Bölke                                       | Herbert Wilde                                        | Piet Bunts                                           |
| 1964    | Wilfried Peffgen                                     | Paul Horn                                            | Jürgen Goletz                                        |
| 1965    | Burkhard Ebert                                       | Hermann Goletz                                       | Bernd Riemann                                        |
| 1966    | Hans-Jörg Fässler                                    | Arnold Sechehaye                                     | André Rossel                                         |
| 1967    | Jürgen Kissner                                       | ?                                                    | ?                                                    |
| 1968    | Burkhard Ebert                                       | Klaus Simon                                          | Klaus Becker                                         |
| 1969    | Jürgen Tschan                                        | Dieter Leitner                                       | Klaus Simon                                          |
| 1970    | Andreas Streckies                                    | Albert Scheffer                                      | Josef Wonckx                                         |
| 1971    | Roger Gilson                                         | Wilfried Trott                                       | Dieter Koslar                                        |
| 1972    | Wilfried Trott                                       | Dieter Koslar                                        | Erwin Derlick                                        |
| 1973    | Hermann Jungbluth                                    | Peter Fenner                                         | Rudi Michalski                                       |
| 1974    | Dietrich Thurau                                      | Hermann Jungbluth                                    | Mario Sobottka                                       |
| 1975    | Jan Smyrak                                           | Mathieu Buckx                                        | Peter Billigmann                                     |
| 1976    | Wilfried Trott                                       | Rudi Menne                                           | Jan Smyrak                                           |
| 1977    | Bert Scheunemann                                     | Jan Smyrak                                           | Cornel Bücken                                        |
| 1978    | Arie Hassink                                         | Uwe Burbach                                          | Peter Kehl                                           |
| 1979    | Wilfried Trott                                       | Werner Stauff                                        | Friedrich von Löffelholz                             |
| 1980    | Achim Stadler                                        | Wilfried Trott                                       | Michael Blaudzun                                     |
| 1981    | Michael Mohr                                         | Holger Glitscher                                     | Immanuel Britzke                                     |
| 1982    | Jörg Echtermann                                      | Uwe Burbach                                          | Wilfried Trott                                       |
| 1983    | Wolf-Dieter Wolfshohl                                | Helmut Gebauer                                       | Udo Jaulus                                           |
| 1984    | Stanislaus Mikolajczuk                               | Han Vaanhold                                         | Wim Meier                                            |
| 1985    | Jan Vaanhold                                         | Volker Oehl                                          | Udo Jaulus                                           |
| 1986    | Remig Stumpf                                         | Andreas Kappes                                       | Peter Gänsler                                        |
| 1987    | Werner Wüller                                        | Harry Rozendal                                       | Helge Wolf                                           |
| 1988    | Lutz Losch                                           | Wolfgang Oschwald                                    | Rik van Akker                                        |
| 1989    | Dominik Krieger                                      | Jochen Klebsch                                       | Alexander Kastenhuber                                |
| 1990    | Non-disputé                                          | Non-disputé                                          | Non-disputé                                          |
| 1991    | Jan Meulenhof                                        | Rob Mulders                                          | Patrick Giesen                                       |
| 1992    | Erik Dekker                                          | Godert de Leeuw                                      | Mark Huis In 't Veld                                 |
| 1993    | Jörn Reuss                                           | Max van Heeswijk                                     | Paul Konings                                         |
| 1994    | Torsten Schmidt                                      | Aleksei Boskov                                       | Bart Boom                                            |
| 1995    | Hans Pijpers                                         | Koos Moerenhout                                      | Josef Holzmann                                       |
| 1996    | Coen Boerman                                         | Andreas Löder                                        | Thomas Böckmann                                      |
| 1997    | Peter Vries                                          | Erwin Gembalczik                                     | Niels Bassinghorn                                    |
| 1998    | Non-disputé                                          | Non-disputé                                          | Non-disputé                                          |
| 1999    | Bart Boom                                            | Corey Sweet                                          | Arthur Farenhout                                     |
| 2000    | Bram Tankink                                         | David Orvalho                                        | Bart Boom                                            |
| 2001    | Arno Wallaard                                        | Bjorn Hoeben                                         | David Kopp                                           |
| 2002    | Dennis Kraft                                         | Bjorn Cornelissen                                    | Marco Bos                                            |